# Borore
Borore (sardisk: Bòrere) er en by og en kommune (comune) i provinsen Nuoro i regionen Sardinien i Italien. Byen ligger i 394 meters højde og har 2.121 indbyggere (2016). Kommunen har et areal på 42,68 km² og grænser til kommunerne Aidomaggiore, Birori, Dualchi, Macomer, Norbello, Santu Lussurgiu og Scano di Montiferro.